# Lecythis corrugata
Lecythis corrugata là một loài thực vật có hoa trong họ Lecythidaceae. Loài này được Poit. mô tả khoa học đầu tiên năm 1825.